# 哥倫比亞 (亞利桑那州)
哥倫比亞（英語：Columbia）是位於美國亞利桑那州亞瓦派縣的一個非建制地區。該地的面積和人口皆未知。

## 地理
哥倫比亞的座標為34°02′01″N 112°18′38″W / 34.03361°N 112.31056°W，而該地的平均海拔高度為670米（即2198英尺）。